# 土居龍太郎
土居 龍太郎（どい りょうたろう、1981年1月11日 - ）は、高知県高知市出身の元プロ野球選手（投手）。2005年から2007年の登録名は龍太郎（りょうたろう）。

## 経歴

### プロ入り前
高知高校時代は高知商業高校の藤川球児、明徳義塾高校の寺本四郎と並んで“高知三羽烏”と称されるも、3年夏に寺本擁する明徳義塾高校に高知大会決勝で延長11回の末に敗れるなど、甲子園出場は果たせなかった。
法政大学に進んでからは同じリーグの同期に和田毅（早大）、多田野数人（立大）、長田秀一郎（慶大）らがいる中で大学通算24勝、2年春秋ベストナイン。なおこの4人は「BIG4」と呼ばれ、それぞれ2年生時からエースとして活躍した。2、3年春は浅井良とのバッテリーでリーグ優勝に貢献、2年の大学選手権では準々決勝で吉見祐治（東北福祉大）と投げ合うが敗れる。4年春の早大1回戦では和田と延長12回を投げぬき、鳥谷敬、青木宣親、田中浩康らを擁する早大打線を相手に0-0の引き分けとなるなど、「和田に負けない土居」の異名もとった。同期に後藤武敏、4年の一時はバッテリーも組んだ河野友軌がいた。

### プロ入り後
2002年のNPBドラフト会議で、自由獲得枠として横浜ベイスターズに入団、同年12月2日に契約金1億5000万円プラス出来高払い5000万円、年俸1500万円の契約条件で横浜と契約した。背番号はかつてのエース・平松政次が着用していた27。
プロ1年目の2003年は、4月20日に阪神甲子園球場で開催された対阪神タイガース戦でプロ初登板し、金本知憲、濱中治、桧山進次郎と続く阪神のクリーンアップを三者凡退に打ち取った。その後はサヨナラ押し出しを献上するなど精彩を欠いたが、2年目の2004年シーズンに腕を若干下げる投球フォームに変更し、初先発も経験しある程度の結果を残した。
2005年シーズン開幕後、「りょうたろう」という名前の読みを覚えてもらいたいという理由で登録名を「龍太郎」に変更。5月26日の対福岡ソフトバンクホークス3回戦では7回途中2失点の好投で初勝利を挙げる。
2006年4月27日、山北茂利との交換トレードで、南竜介と共に千葉ロッテマリーンズへ移籍。移籍後も登録名は「龍太郎」のままプレーをした。
2007年にロッテでは一軍出場が無いまま戦力外通告を受ける。その後12球団合同トライアウトに参加するがオファーはなく現役を引退。

### 引退後
会社員を経て、工事関係の仕事に就いている。また少年野球チーム「横浜保土ヶ谷ボーイズ」のコーチを経て、「横浜みなとみらいポニー」の投手コーチを務めている。

## 詳細情報

### 年度別投手成績
| 年 度     | 球 団     | 登 板 | 先 発 | 完 投 | 完 封 | 無 四 球 | 勝 利 | 敗 戦 | セ 丨 ブ | ホ 丨 ル ド | 勝 率 | 打 者 | 投 球 回 | 被 安 打 | 被 本 塁 打 | 与 四 球 | 敬 遠 | 与 死 球 | 奪 三 振 | 暴 投 | ボ 丨 ク | 失 点 | 自 責 点 | 防 御 率 | W H I P |
| --------- | --------- | ----- | ----- | ----- | ----- | -------- | ----- | ----- | -------- | ----------- | ----- | ----- | -------- | -------- | ----------- | -------- | ----- | -------- | -------- | ----- | -------- | ----- | -------- | -------- | ------- |
| 2003      | 横浜      | 3     | 0     | 0     | 0     | 0        | 0     | 0     | 0        | --          | ----  | 16    | 3.1      | 4        | 1           | 3        | 1     | 0        | 4        | 1     | 0        | 3     | 3        | 8.10     | 2.10    |
| 2004      | 横浜      | 16    | 3     | 0     | 0     | 0        | 0     | 1     | 0        | --          | .000  | 165   | 38.1     | 38       | 5           | 15       | 0     | 1        | 26       | 1     | 0        | 17    | 15       | 3.52     | 1.38    |
| 2005      | 横浜      | 13    | 7     | 0     | 0     | 0        | 1     | 4     | 0        | 0           | .200  | 217   | 48.0     | 63       | 3           | 17       | 0     | 1        | 26       | 1     | 0        | 26    | 24       | 4.50     | 1.67    |
| 通算：3年 | 通算：3年 | 32    | 10    | 0     | 0     | 0        | 1     | 5     | 0        | 0           | .167  | 398   | 89.2     | 105      | 9           | 35       | 1     | 2        | 56       | 3     | 0        | 46    | 42       | 4.22     | 1.56    |

### 記録
- 初登板：2003年4月20日、対阪神タイガース6回戦（阪神甲子園球場）、4回裏に2番手で救援登板、2回無失点
- 初奪三振：同上、4回裏に下柳剛から空振り三振
- 初先発登板：2004年6月18日、対中日ドラゴンズ12回戦（ナゴヤドーム）、7回1失点で敗戦投手
- 初勝利・初先発勝利：2005年5月26日、対福岡ソフトバンクホークス3回戦（横浜スタジアム）、6回1/3を2失点

### 背番号
- 27 （2003年 - 2006年途中）
- 51 （2006年途中 - 2007年）

### 登録名
- 土居 龍太郎 （どい りょうたろう、2003年 - 2004年）
- 龍太郎 （りょうたろう、2005年 - 2007年）